# Chittamatra
 (octobre 2024).
Chittamatra (IAST : Cittamātra, litt. « rien qu'esprit ») est l'une des écoles du bouddhisme Mahāyāna. Elle est aussi appelée Yogācāra (chin. 瑜伽行, yújiāxíng, « pratiquants du yoga ») ou encore Vijñānavāda (chinois : 惟識 ; pinyin : wéishí ; litt. « voie de la conscience ») ou  Vijñāptimātra (惟表, wéibiǎo), « la conscience seule ». Le Cittamātra constitue avec le Madhyamaka l'une des deux principales écoles spécifiques du bouddhisme mahāyāna.

## Origines

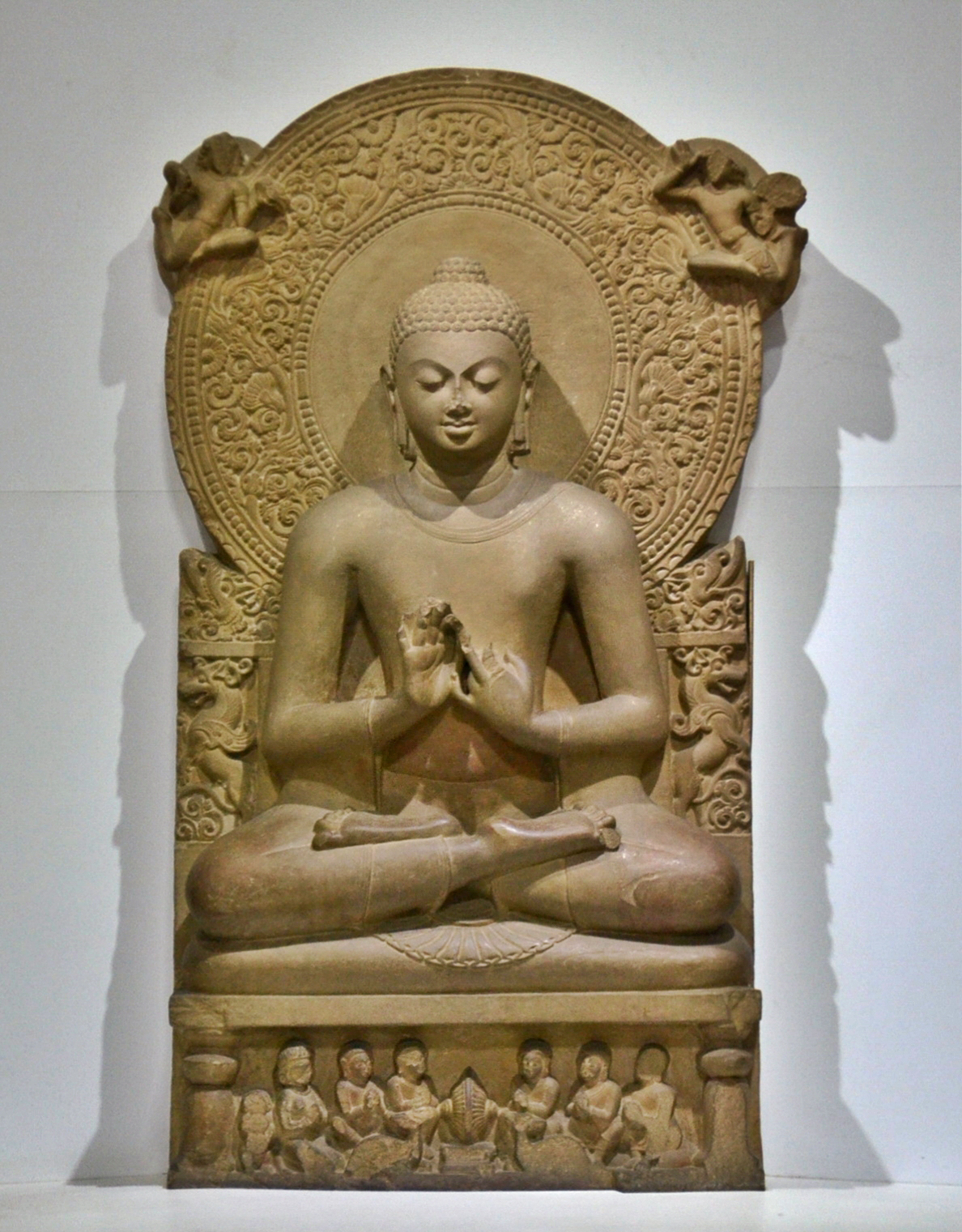
Bouddha. Sarnath, époque Gupta vers 475.

L'école Cittamātra apparaît au IVe siècle ; ses fondateurs seraient Maitreyanātha, Asanga et Vasubandhu. Le développement de l'école Cittamātra correspond à ce qui est considéré comme l'« âge d'or » de la culture indienne lorsque la dynastie Gupta était au pouvoir dans la majeure partie du sous-continent indien, âge d'or dans de nombreux domaines, en particulier la littérature, la sculpture et la peinture comme en témoignent les grottes d'Ajantâ. L'école Cittamātra avait son centre à l'université de Nâlandâ qui était alors le plus grand centre intellectuel de l'Inde et dont l'influence allait s'étendre sur une très grande partie de l'Asie.
En ce qui concerne le Mahayana, on peut dire qu'alors que le Madhyamaka se focalise sur la vérité absolue et n'insiste que sur le caractère illusoire de la réalité conventionnelle, le Cittamātra donne, au contraire, une description très cohérente de cette dernière. Les deux écoles reposent sur la coproduction conditionnée qui est l'enseignement central du Bouddha Shakyamuni. Le Madhyamaka part de la coproduction conditionnée pour prouver la vacuité (śūnyatā) de tous les phénomènes, tandis que le Cittamātra décrit en détail ce processus de la coproduction conditionnée lui-même.

## EnseignementsCittamātrin

### Idéalisme
L'enseignement du Cittamātra est dit « idéaliste » ou « immatérialiste » : tous les phénomènes sont de la nature de l'esprit. Les phénomènes extérieurs (la matière) n'existent pas. Seule la conscience libérée de la dualité sujet/objet existe en vérité absolue. Une telle position philosophique est rare dans l'histoire de la philosophie occidentale, mais elle a été soutenue notamment par George Berkeley au XVIIIe siècle. Selon cette forme d'idéalisme, une graine ne produit pas une pousse, mais la perception d'une graine est suivie par la perception d'une pousse. Le monde est compris selon les images du rêve et de l'illusion d'optique.
Asaṅga proclame en ce sens : « Selon leur classe, dieux, hommes, animaux et démons faméliques ont, sur un même objet, des idées différentes. Donc, on en conclut que l'objet n'existe pas ». (Traduction Étienne Lamotte)
|                                                                                                  |  |  |
| Avalokiteśvara et Vajrapani peintures d'Ajantâ réalisées sous la dynastie Vakataka, style Gupta. |  |  |

L'école Cittamātra prend ses sources surtout dans les sutras classés selon la classification indo-tibétaine comme relevant du troisième tour de roue du Dharma. Il s'agit, entre autres, du Laṅkāvatāra sūtra (« Sūtra de l'Entrée à Lankâ »), du Samadhiraja Sutra (en) (« Sūtra du Dévoilement du sens profond ») du Tathāgatagarbha Sūtra (« Sūtra du Tathāgatagarbha ») et de l'Avataṃsaka sūtra (« Sūtra de l'Ornementation fleurie »). En particulier, on trouve dans le Samadhiraja Sutra : 

« Ô Fils des vainqueurs ! Ces trois mondes ne sont qu'esprit ! »

Ou le Laṅkāvatāra sūtra : 

« Le monde extérieur n'est point, et c'est l'esprit qui voit la multiplicité des objets.

Corps, expériences des sens, lieux de séjour – tout cela je l'appelle juste esprit. »

Les fondateurs du Cittamātra considèrent, en général, que les enseignements de la troisième roue du Dharma sont de sens définitif alors que ceux du deuxième tour de roue du Dharma doivent être interprétés. Pour la deuxième école Mahayana, le Madhyamaka, c'est, en général, l'inverse.
Asanga écrivit des textes fondateurs, connus sous le nom des Cinq traités de Maitreya, incluant le Mahāyānottaratantra-śāstra. Selon la tradition, Asanga fut amené par le bouddha Maitreya dans le séjour divin de Tusita (en). À son retour, Asanga coucha par écrit, dans ces cinq traités, l'enseignement que lui avait conféré le bouddha Maitreya. Les historiens pensent que le bouddha Maitreya ferait référence à un maître d'Asanga appelé Maitreyanātha.
Cependant, l'école Cittamātra se réfère aussi à certaines paroles du Bouddha Shakyamuni prononcées à l'époque du premier tour de roue du Dharma, pami lesquelles le célèbre premier verset du Dhammapada: 

« La pensée précède toutes choses.

Elle les gouverne, elle en est la cause. »

### Ālayavijñāna
Alors que l'Abhidhamma (qui fait parite du premier tour de roue du Dharma) ne distinguait que six consciences — les cinq consciences sensorielles et la conscience mentale — l'école Cittamātra en distingue huit. Elle rajoute aux six consciences précédentes d'une part la « conscience mentale souillée » et d'autre part la « conscience base-de-tout » ou Ālayavijñāna. La conscience mentale souillée est celle qui pose un problème pour les Cittamātra : c'est elle qui crée la dualité sujet/objet et crée du karma. Elle peut, cependant, être éduquée par les enseignements et son action peut être ralentie par la pratique de la méditation, ce qui permet de ralentir la tendance de l'esprit à tout découper en sujet/objet. L'Ālayavijñāna est le réceptacle des traces karmiques (vāsāna) qui, lorsqu'elles mûrissent, activent la « conscience mentale souillée » qui découpe la réalité de façon dualiste entre objet et sujet — un « soi », qu'elle identifie à l'Ālayavijñāna. Les semences mûrissent en objets apparents et les six premières consciences se déploient pour les appréhender. La septième conscience est active, l'Ālayavijñāna est inactive. La septième conscience engendre les nouvelles traces karmiques (vāsāna) qui sont déposées dans l'Ālayavijñāna.
La notion d'Ālayavijñāna et le découpage en huit consciences apparaissent dans le Samadhiraja Sutra (en) (« Sūtra du dévoilement du sens profond ») et le « Sūtra de l'Entrée à Lankâ ». Selon 
Le Samadhiraja Sutra dit :

« Les vāsanā nourrissent constamment la racine bien attachée au support, La conscience erre dans le domaine objectif comme le fer attiré par l'aimant (v. 14). »

Et :

« À mesure que croissent les imprégnations variées, la conscience évolue en vagues : qu'elles soient supprimées, et le flot des vagues s'arrête. »

Ce découpage en huit consciences prend son origine dans le Laṅkāvatāra sūtra qui dit :

« De même que les vagues dans leur variété sont l'océan agité, de même la variété de ce qu'on nomme les consciences est-elle produite dans l'Ālaya. L'esprit pensant, le mental et les consciences sont distincts dans leurs aspects, mais en substance, les huit ne doivent point être séparés les uns des autres, car il y a ni qualifié ni qualifiant. »

On voit donc que selon le Laṅkāvatāra sūtra les huit consciences ne sont pas séparées; c'est justement l'illusion qui donne une fausse profondeur à la conscience et qui nous donne l'impression que les objets sont séparés de nous : c'est ce qu'explique les trois natures (voir ci-dessous[Où ?]).
Philippe Cornu explique :

« Tant qu'il y a des empreintes, l'Ālayavijñāna continue d'exister. Ni vertueuse ni non vertueuse en elle-même, elle est la continuité consciente qui relie tous les états de conscience : sommeil profond, évanouissements,  conscience de veille, absorption méditative. À la mort, toutes les autres consciences s'y résorbent, mais comme elle est le support des empreintes karmiques, c'est elle qui constitue la conscience qui transmigre de vie en vie . »

Le Laṅkāvatāra Sūtra déclare :

« La conscience n'est pas séparée des imprégnations, elle ne leur est pas non plus associée. Bien que recouverte par les imprégnations, elle est indifférenciée par nature [...] Les imprégnations issues de la conscience mentale sont comme des tâches, et l'unique conscience pareille à un blanc et pur vêtement ne resplendit pas en raison de [ces] imprégnations. »

On trouve aussi dans le Laṅkāvatāra Sūtra cette remarque qui résume bien la pensée Cittamatra :

« La conscience est le spectateur, le théâtre et le danseur à la fois. »

C'est que pour les Cittamatra, rien de ce qui est perçu vient de l'extérieur, tout ce qui est perçu provient des traces karmiques déposées dans l'Ālayavijñāna.
On peut dire que l'Ālayavijñāna remplace le « soi » que l'on retrouve dans les autres religions (l'Âtman dans la philosophie indienne) mais en conformité avec l'enseignement du Bouddha. Il n'est pas conçu comme une entité substantielle qui durerait mais comme un processus un flux de conscience qui transmigre de vie en vie. C'est ce qu'explique Guy Bugault:

« La notion d'Ālayavijñāna présentait, aux yeux de ses promoteurs, les mêmes avantages que les notions hindoues d'Âtman ou de corps subtil, sans en avoir les inconvénients. [...] Pour bien se démarquer, en effet, de l'Âtman hindou entendu comme réalité substantielle, Asanga [...] compare l'Ālayavijñāna à un fleuve qui s'écoule, durant cette vie et aussi d'une vie à l'autre. Cet Ālayavijñāna est donc un flux, non une substance, quasi-continuité mais impermanence [...] Assurément, la crainte obsessive des bouddhistes est-elle qu'en concevant l'Âtman, le Soi, on en vienne à fortifier du même coup le Jivatman, le soi empirique et incarné, et donc à remettre en branle le processus de l'individuation et à tourner le dos à la délivrance . »

### Les trois natures
Le Cittamātra pousse plus loin la description du processus d'aliénation. Pour cette école, dans les perceptions il n'y a rien qui soit hors de la conscience qui les éprouve. D'autre part, l'école Cittamātra distingue trois aspects dans chaque perception : la nature entièrement imaginaire, la nature dépendante et la nature parfaitement établie,. L'entièrement imaginaire est l'objet de la perception en tant qu'il est considéré par la conscience comme un objet extérieur. Pour les Cittamātra, il n'y a pas d'objet matériel indépendant de la conscience. Le dépendant est le fait de percevoir cet objet — qui est une expérience réelle provenant de causes et conditions qui prennent leurs sources dans la conscience. Quant au parfaitement établi, il est l'inexistence de l'objet de la perception dans l'acte de perception, en tant qu'objet indépendant de la conscience.
Comme pour la notion d'Ālayavijñāna, les trois natures apparaissent dans le Samadhiraja Sutra et le Lankāvatāra sūtra. Stéphane Arguillère explique le processus :

« Soit par exemple, un rêve, où l'on croit percevoir une montagne : [la montagne] n'est certes qu'une vue de l'esprit ; cependant, on peut discerner en lui d'une part la montagne qui paraît, dans son extériorité prétendue à l'égard de la conscience qui l'observe, et d'autre part l’expérience comme telle, qui peut être réelle (c'est-à-dire réellement éprouvée) même en l'absence d'une montagne réellement existante. La montagne est illusoire ; mais l'expérience de cette montagne est réelle. 
L'expérience comme telle est produite au sein de la conscience en dépendance de causes et de conditions qui sont purement internes (traces des actes passés) ; ce processus de causalité est réel [...]. Bref, l'objet que l'on croit voir n'est point, en vérité ; mais la vision de cette chimère est effectivement vécue, et effectivement produite de causes et conditions. On nomme imaginaire la montagne elle-même, dépendante la perception de la montagne, et parfaitement établi l'inexistence de cette montagne imaginaire dans cette perception dépendante. »

Pour les Cittamātra, cela ne s'applique pas qu'aux perceptions du rêve mais à toutes les perceptions sans exception.
La « nature imaginaire » et la « nature dépendante » constituent la réalité superficielle, la « nature parfaitement établie » est la réalité ultime d'un phénomène pour les Cittamātra. C'est donc la conscience libérée de la dualité sujet/objet qui est la vérité ultime dans le Cittamātra.
L'école Cittamātra avec ses concepts d'Ālayavijñāna et des trois natures de la perception construit un cadre rationnel très rigoureux pour expliquer la coproduction conditionnée et la loi du karma qui est au cœur de l'enseignement du Bouddha. C'est ce que dit Stéphane Arguillère:

« l'Idéalisme [c'est-à-dire l'école Cittamātra], en tant que théorie de l'auto-production de la série psychique, fait profondément corps avec l'affirmation éthique fondamentale du bouddhisme, celle du karma, selon laquelle  chacun est l'auteur des biens et des maux qui lui sont échus. C'est, en effet, la seule manière de comprendre que rien n'arrive qui ne soit le fruit de mes actes antérieurs. »

Arguillère explique le lien entre les trois nature et les huit consciences :

« Selon l'idéalisme bouddhique [le Cittamātra], au moment même où nous sommes plongés dans le samsara, seul existe conventionnellement notre conscience « dépendante », c'est-à-dire, l'Ālayavijñāna  et les sept autres consciences, qui en sont le déploiement, et se produisent en dépendance les uns des autres [...] Mais, si la conscience illusionnée existe (conventionnellement), le dualisme sujet-objet que comporte son illusion, lui, est purement fictif [...] La conscience existe (en réalité superficielle), mais le dualisme sujet-objet n'existe pas ; l'absence de ce dualisme existe, car elle est le vrai mode-d'être de la conscience      . »

Mais il ajoute :

« Dans le cas qui nous intéresse [l'esprit illusionné], la conscience est le sujet de la méprise en même temps que son objet. Elle est ce qui se trompe en plus d'être ce à propos de quoi il y a erreur. C'est pourquoi elle ne peut pas reconnaître son erreur sans se transformer radicalement . »

Cette transformation radicale où la cause de la coproduction conditionnée se reconnaît elle-même, est le seul moyen de comprendre véritablement l'origine de cette coproduction conditionnée et de s'en abolir. C'est à ce niveau que convergent la compréhension de la réalité de surface et la vue de l'absolu. La possibilité de ce changement radical amène à la notion de Tathagatagarbha.

### Le Tathagatagarbha

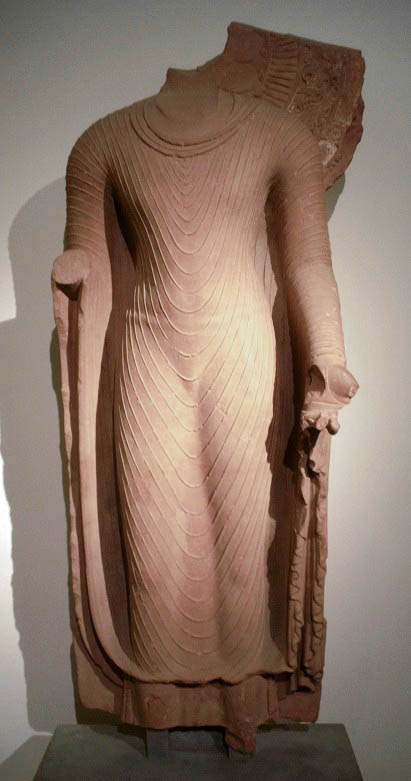
Corps de Bouddha provenant de Mathurâ, période gupta (Musée national des arts asiatiques - Guimet).

Le Tathagatagarbha, littéralement la matrice ou le cœur (garbha) de l'état éveillé (Tathagata) est la « nature de bouddha » qui est présente en tout être sensible. Ce n'est pas une notion propre au Cittamātra puisqu'elle apparaît dans les sutras du troisième roue du Dharma, surtout dans le Tathāgatagarbha Sūtra mais aussi dans le Laṅkāvatāra sūtra.
Cependant, elle joue un rôle central dans le Cittamātra qui identifie souvent le Tathagatagarbha à l'Ālayavijñāna. Il est dit, en effet, dans le Laṅkāvatāra Sūtra :

« Par Tathagatagarbha, il faut entendre  l'Ālayavijñāna qui transmigre, tandis que les sept autres consciences ne transmigrent pas. »

Le sutra explique aussi que le Tathagatagarbha ne doit pas être identifié à une entité substantielle, ce qui reviendrait au « soi » que l'on retrouve dans les autres religions (l'Âtman dans la philosophie indienne). Le sutra déclare que l'enseignement est intentionnel c'est-à-dire qu'il doit être interprété et n'est pas de sens définitif et qu'il a été enseigné pour les êtres effrayés par la notion de vacuité (Śūnyatā) enseignée dans le deuxième tour de roue du Dharma. Cet argument sera repris systématiquement par les Madhyamaka.
Le Samadhiraja Sutra le dit aussi :

« La conscience appropriatrice profonde et subtile, comme un courant impétueux, procède avec tous ses germes. Craignant qu'ils n'imaginent qu'elle est un Soi [Âtman], je ne l'ai pas révélée aux niais (v. 7). »

Le Tathāgatagarbha Sūtra le définit de la façon suivante :

« Dans tous les êtres est cachée l'essence de Tathāga : comme au sein de la pauvre mère est caché l'enfant chéri, comme l'or  dans un lieu impur. »

Le Tathāgatagarbha est la nature ultime des êtres. Il est présent en tous les êtres sensibles sans exception qui ont donc tous la possibilité de se libérer. Il est voilé par des couches d'ignorance. C'est un « embryon de Bouddha » car lorsqu'il mûrira il donnera naissance au corps de Bouddha, au niveau ultime le Dharmakāya.
L'identification du Tathagatagarbha à l'Ālayavijñāna dans le Cittamātra doit être fortement nuancée. En effet, les Cittamātra envisagent une cessation de l'Ālayavijñāna qui est appelée « révolution de support ». Vasubandhu dit en effet « l'Ālayavijñāna prend fin au stade d'arhat » c'est-à-dire quand le pratiquant s'approche de la Bouddhéité. En d'autres termes, quand le Tathagatagarbha mûrit, l'Ālayavijñāna prend fin justement. Dans le Bouddhisme chinois, pour bien distinguer l'Ālayavijñāna de ce qui apparaît lorsqu'il y a eu la « révolution de support », les auteurs cittamātrin, reprenant une idée du maître indien Paramārtha (499 - 569), vont poser l'existence d'une neuvième conscience amalavijñāna ou « conscience immaculée ».
Asanga dit explicitement :

« Qu'on sache que la disparition du faux est l'apparition du vrai. C'est le renversement du support et c'est la libération, car on agit alors à sa guise. »

La notion de Tathāgatagarbha est développée dans le texte majeur du Mahāyānottaratantra-śastra qui est l'un des Cinq traités de Maitreya attribués à Asanga. Le Mahāyānottaratantra-śāstra dit précisément :

« Du fait que la Sagesse de Bouddha pénètre la multitude des êtres vivants, que leur nature non duelle est immaculée et que dans la lignée des Bouddha la graine est désignée par le fruit, il est dit que tous les êtres vivants sont des embryons de Bouddha (I,27). »

Et :

« Tous les êtres sont en permanence des Germes de Bouddha car: a) Le corps du Suprême Bouddha pénètre tout ; b) l'Ainséité [la Nature absolue de la réalité] est par nature sans séparation aucune [donc la même pour les êtres ordinaires et les Bouddhas] ; c) La lignée des Bouddha est présente en tous les êtres (I,28). »

Dans le Mahāyānottaratantra-śāstra, cette « nature de Bouddha » qui est en germe dans le Tathāgatagarbha est décrite très longuement en termes positifs. Par exemple, le texte dit :

« La Bouddhéité possède deux catégories de qualités: a) elle est non composée, spontanément parfaite et non produite par des conditions extérieures ; b) elle possède la connaissance, la compassion et la puissance (I.5). »

L'enseignement du Tathāgatagarbha va avoir un impact immense sur le Vajrayana et le Dzogchen. Il va permettre, comme beaucoup d'enseignements du troisième tour de roue du Dharma de faire un pont entre les sutras et les tantras bouddhistes. Le Vajrayana va identifier le Tathāgatagarbha à la « sagesse primordiale », le Jñāna et dans son sens ultime Rigpa, qui apparaît lorsque l'esprit ordinaire disparaît c'est-à-dire quand l'Ālayavijñāna est purifié de ses traces karmiques et s'évanouit.
En effet, on trouve dans l'un des tantra du Dzogchen:

« Chez tous les êtres sensibles des sphères mondaines existe naturellement le Tathāgatagarbha,  tout comme l'huile imprègne la graine de sésame. Son support même est le corps physique et sa demeure se trouve au centre du cœur ; on l'appelle « l'intention du reliquaire de Samantabhadra [le Bouddha primordial ou Adibuddha] ». C'est une demeure comparable à un reliquaire de cuir clos, à l'intérieur duquel résident les corps des déités paisibles au sein de la lumière des cinq couleurs, comme autant de petites graines de moutarde dans une demeure lumineuse. C'est le lieu naturel de rigpa. »

D'après les bouddhistes, le fait que tous les êtres aient la « Nature de Bouddha », c'est-à-dire le Tathāgatagarbha, en eux est prouvé par le fait que tous les êtres sans exception souhaitent le bonheur et veulent éviter la souffrance. Ceci est directement lié au tout premier enseignement du Bouddha, celui des Quatre nobles vérités. Le fait que nous souffrions (première noble vérité) c'est-à-dire que nous soyons toujours ultimement insatisfaits vient du fait que nous connaissons confusément ce bonheur absolu de la « Nature de Bouddha » qui est en nous et que nous savons qu'il est en nous, en germe dans le Tathāgatagarbha. La « soif », c'est-à-dire le désir incessant d'obtenir toutes sortes de bonheurs relatifs qui est la cause de notre souffrance (deuxième noble vérité) n'est que l'expression de notre quête confuse et inadaptée de ce bonheur parfait dont nous sentons confusément la présence et qui est le nirvana (troisième noble vérité). Tout le chemin bouddhiste (quatrième noble vérité) est de réorienter ce désir vers son objectif réel : le bonheur parfait ; c'est d'ailleurs explicitement l'objectif de « la production de l'esprit d'Éveil », le Bodhicitta, dans le Mahayana.
C'est ce que dit Stéphane Arguillère:

« Ce bonheur [inconditionné] confusément recherché en vain depuis des temps sans commencement, objet d'une forme aliénante du désir tant qu'il reste mal éclairé, nous apparaît [par les enseignements] sous cet aspect de l'Éveil dont parle le bouddhisme, et qui est le lot des Bouddha. C'est là ce que nous avions toujours cherché sans le savoir ; et le fait que cette nostalgie soit si profondément empreinte dans notre condition, que rien au monde ne puisse nous contenter au prix de cet Éveil, mérite d'être appelé « nature de Bouddha », ou présence en nous d'une image au moins de cet Éveil désiré. S'il existait un être au monde qui n'aspirât pas à l'Éveil, cet être serait dépourvu de nature de Bouddha et voué à une perpétuelle errance ; mais puisque toute aspiration au bien-être est une visée (généralement confuse et inadéquate) de l'Éveil, et puisqu'on ne saurait concevoir un être désirant le malheur pour lui-même, il est certain que nul n'est dénué de cette nature de Bouddha. »

Lorsque le Tathāgatagarbha mûrit, il va donner naissance aux triples corps des Bouddhas Trikāya.

### Le Trikāya

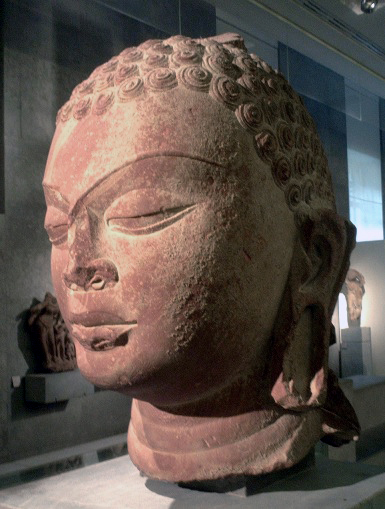
Tête de Bouddha, période Gupta (Musée national des arts asiatiques - Guimet).

La notion de Trikāya n'est pas propre au Cittamātra : elle est acceptée par l'ensemble du courant Mahayana et par le Vajrayana mais c'est le Cittamātra qui lui a donné en premier sa forme définitive. C'est en particulier Asanga qui va formaliser la notion de Sambhogakāya.
Comme l'explication de la nature du Christ dans le christianisme, la compréhension de la nature du Bouddha va donner lieu à de nombreuses controverses et schismes dans le bouddhisme. Certaines écoles comme l'école Lokottaravada considéraient le Bouddha comme un être divin purement transcendant (le dharmakāya), d'autres (c'est le cas encore à l'heure actuelle pour le bouddhisme theravāda), comme simplement un homme (le nirmāṇakāya). C'est d'ailleurs cette dernière thèse qui est la plus connue en Occident car les européens ont été en contact très tôt avec le bouddhisme theravāda (à Sri Lanka, en Thaïlande, au Cambodge, etc). Asanga va en donner une version beaucoup plus complexe, associant les deux idées précédentes et ajoutant le corps intermédiaire du Sambhogakāya.
Philippe Cornu explique :

« kāya désigne les différentes manifestations ou dimensions d'un être éveillé. [...] Il est essentiel de comprendre que les trois corps ne sont pas trois entités séparées mais trois expression de l'Éveil qui sont un en essence. Les deux corps formels procèdent ainsi du dharmakāya, sans en être vraiment séparés. »

- Le dharmakāya est le corps d'essentialité unique. Selon Philippe Cornu,

« Il s'agit de la dimension de vacuité de l'Éveil, sans naissance ni mort, pure potentialité sans caractéristiques qui embrasse l'ensemble des corps et symbolise donc l'indivisibilité des trois corps. [...] Le  dharmakāya est inconcevable et n'est perceptible qu'aux bouddhas. Sa nature parfaite est la même pour tous les bouddhas, mais il serait erroné de penser qu'il existe un seul et unique dharmakāya indifférencié pour tous les êtres éveillés. Chacun accomplit le dharmakāya pour lui-même, et bien qu'ils semblent indistincts à ce niveau, les éveillés se différencient par leurs corps formels. »

- Le sambhogakāya est le corps de jouissance. Seuls des êtres fortement avancés sur le plan spirituel peuvent le percevoir.
- Le Nirmāṇakāya est le corps d'apparition ou de manifestation. Il est perceptible par les êtres ayant une vision impure comme on pouvait, par exemple, rencontrer le bouddha historique. En fait, le Trikāya n'est pas simplement une explication de l'apparition et de la nature d'un Bouddha, c'est le processus même de toute manifestation[17].

D'après Sogyal Rinpoché 1) Le dharmakāya, est « la nature absolue […] C'est la dimension de la vérité « vide », non conditionnée, dans laquelle ni l'illusion, ni l'ignorance, ni le moindre concept n'ont jamais pénétré.» 2) Le sambhogakāya est « le rayonnement intrinsèque [du dharmakāya] ; c'est la dimension d'une complète félicité, le champ d'une plénitude et d'une richesse totales, au-delà de toutes limitations dualistes ; au-delà de l'espace et du temps.» 3) Le nirmāṇakāya est « la sphère dans laquelle s'opère la cristallisation en une forme [un phénomène] ; c'est la dimension de la manifestation incessante. »
Le Trikāya développée par le Cittamātra sur les bases du troisième tour de roue du Dharma va avoir un impact immense et permettre, comme la notion de Tathāgatagarbha, de faire un pont entre les sutra et les tantra bouddhistes.
Le dharmakāya va être compris comme le Bouddha primordial ou Adi-Bouddha indifférencié, à l'origine de tout, le nirmāṇakāya le monde des phénomènes, le sambhogakāya est le rayonnement du dharmakāya en tant qu'il se déploie pour donner naissances aux formes, c'est-à-dire aux phénomènes. C'est la relation entre le dharmakāya et le nirmāṇakāya. Sogyal Rinpoché décrit le sambhogakāya ainsi : 

« [le] rayonnement qui transmet, traduit et communique la pureté et le sens infini de l'absolu à ce qui est fini et relatif — qui, en d'autres termes, conduit du  dharmakāya au  nirmāṇakāya. »

Le plan de la réalité du sambhogakāya est inaccessible aux êtres ordinaires. Cependant, il est dit très clairement que les créateurs géniaux (artistes, scientifiques, etc.) vont chercher leur créativité dans le plan du sambhogakāya. Si un créateur arrive à produire quelque chose de totalement nouveau (une nouvelle théorie scientifique ou une œuvre d'art extraordinaire) que personne n'avait pu concevoir avant et donc qui n'était pas encore « cristallisée » dans le plan du nirmāṇakāya c'est qu'il est allé le chercher dans le plan du sambhogakāya.
Le Mahayana va ajouter une dimension encore supérieure au dharmakāya: c'est le Dharmadhatu, tel qu'il apparaît dans l'Avatamsakasutra qui est le « domaine », la « demeure », justement du Bouddha primordial, le dharmakāya. Le dharmakāya est inconditionné par rapport à tout contenu de ses manifestations mais il est encore considéré comme ce qui, dans le Dharmadhatu, va donner naissance aux formes. Donc il est encore conditionné, d'un certain point de vue, et c'est pourquoi, il a été dit plus haut que chaque Bouddha avait son dharmakāya. Le Dharmadhatu est, lui, totalement inconditionné, indépendamment qu'il y ait manifestation ou pas. En d'autres termes, le Dharmadhatu est au-delà de toute séparation manifesté/non-manifesté, alors que le dharmakāya est encore conçu en référence à une manifestation précise : un Bouddha particulier ou les phénomènes manifestés dans leur totalité pour le Bouddha primordial.
Chögyam Trungpa Rinpoché : 

« Le dharmakāya est [...] différent du dharmadhatu. Lorsqu'on y fait référence en tant que dharma et kaya, il est, dans une certaine mesure, conditionné. Il est conditionné parce qu'il est déjà fécond [...] Le dharmakāya est déjà l'expérience. Le  dharmakāya est désigné en tibétain comme tangpo sangyé, autrement dit le « bouddha primordial », celui qui n'est jamais devenu bouddha par la pratique, mais qui est réalisation sur-le-champ. C'est la non-dualité du dharmakāya. Alors que le dharmadhatu]] est une sorte d'accueil total dépourvu de toute identité propre. Voyez-vous, le dharmakāya est, pour ainsi dire, une espèce de référence. Quelqu'un doit posséder une sorte de référence pour être le dharmakāya. C'est pourquoi il est fécond. Mais on ne doit nullement considérer cette notion de référence d'une façon péjorative ou négative. Les phénomènes captivants qui se produisent dans le monde samsarique font partie de cette manifestation. »

Cette construction va prendre sa forme ultime dans le dzogchen où le dharmadhatu est assimilé à la base primordiale.
Philippe Cornu :

« Selon le Dzogchen, les trois corps sont déjà spontanément présents au sein de la Base primordiale sous l'aspect des trois sagesses de rigpa : l'essence vide, la nature lumineuse, et l'énergie de compassion incessante et embrassant tout. Dans la base, ils ne sont pas manifestés. »

L'essence vide, la nature lumineuse, et l'énergie de compassion incessante et embrassant tout sont dits être les trois kayas intérieurs. Les dharmakāya, sambhogakāya et nirmāṇakāya sont les trois kayas extérieurs et manifestés.

### Démonstration de l'idéalisme par le Cittamātra

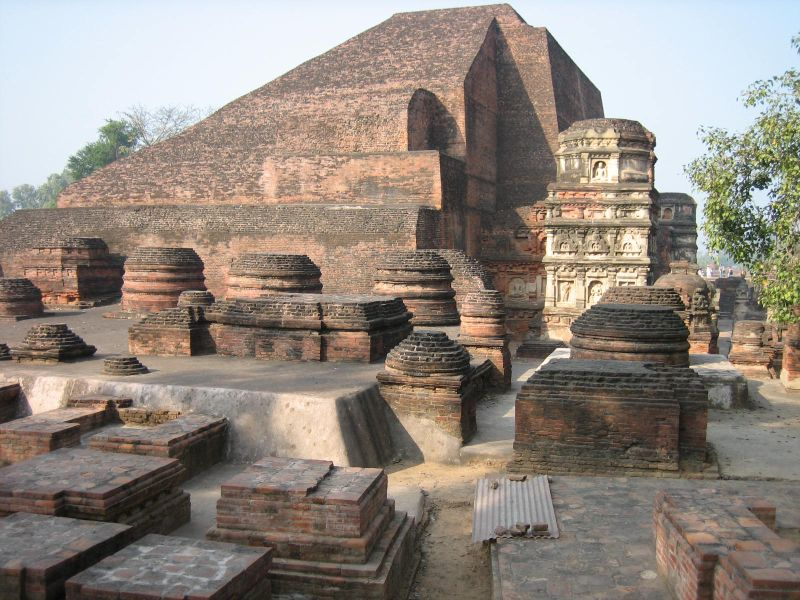
Ruines de l'université de Nālandā où enseignaient Asanga et Vasubandhu.

Le terrain sur lequel la doctrine de l'école Cittamātra a été préparé par des écoles du Hinayana plus anciennes comme l'école Sautrāntika,. Cette dernière explique qu'il ne peut y avoir aucun lien direct entre l'objet perçu et l'esprit qui le perçoit.
Philippe Cornu explique la position Sautrāntika de la façon suivante :

« En vérité relative, le contact entre l'objet et la conscience est dit indirect, c'est-à-dire que la conscience, tel un miroir perçoit une image mentale de l'objet et non l'objet lui-même. La conscience et ses objets d'appréhension sont en effet de nature différente entre eux du fait de cette différence de nature. La nature de l'objet reste cachée à la conscience, qui ne peut se faire qu'une représentation illusoire de l'objet et donc du monde. »

Le fait qu'il n'y ait pas d'accès à l'objet en soi de nos perceptions et que nous reconstruisons toujours une représentation des phénomènes a été comparé très souvent à ce qui est dit dans la philosophie d'Emmanuel Kant et dans le néokantisme. Cependant, comme le fait remarquer Stéphane Arguillère cette comparaison tourne court car à part cela, il n'y a rien de commun entre la pensée de Kant et l'école Sautrāntika.
Néanmoins, cette idée pose déjà la question de la nature de l'objet extérieur qui est prétendument la cause de nos perceptions puisque nous n'y avons jamais véritablement accès. L'« autre » de la conscience qui serait la cause de nos perceptions est ce qui est appelé communément la matière. L'école Cittamātra pousse plus loin l'analyse de l'école Sautrāntika. Puisque l'esprit n'a jamais un accès direct à cette matière, celle-ci existe-t-elle vraiment? A-t-elle-même un sens cohérent? Comme le dit Stéphane Arguillère:

« La doctrine idéaliste Cittamātra  [...] montre l’illogisme de toute conception de la matière en général. »

C'est tout l'objet du Vimśatika (Les vingt versets de la pensée unique / La Vingtaine) de Vasubandhu. La critique de la notion de la matière n'est pas étrangère à la philosophie occidentale car comme le dit Stéphane Arguillère:

« Cette critique rappelle curieusement certaines pages de Berkeley ou de Hume, ou de la 
deuxième antinomie de la Critique de la raison pure de Kant. »

Les écoles Hinayana comme les Sautrāntika et Vaibhashika avaient posé l'existence d'atomes (on dirait particules élémentaires maintenant) pour expliquer de quoi était fondée la matière. Stéphane Arguillère résume la démonstration de Vasubandhu:

« Il en ressort l'impossibilité d'une matière composée soit de parties simples étendues, soit de parties simples inétendues [les parties simples sont les atomes]. Dans le premier cas, ces parties prétendues simples seraient en fait elles-mêmes composées des diverses parties que l'on peut distinguer dans leur étendue (et de deux choses l'une : ou bien l'argument peut être répété à l'infini, par récurrence ; ou bien on aboutit à des parties simples inétendues, ce qui nous amène à l'argument suivant) ; dans le second, les parties simples étant inétendues, leur addition en nombre aussi grand que l'on voudra ne saurait produire la moindre étendue [...] Et l'on ne peut échapper à cette difficulté en posant une matière continue, non faite de parties atomiques : en quoi cela nous ferait-il sortir de l'aporie? Quelle différence entre un continuum et une somme infinie de parties, soit étendues soit inétendues ? »

Matthieu Ricard a exposé les arguments de Vasubandhu dans un contexte beaucoup plus moderne, dans le cadre de ses discussions avec le physicien Trinh Xuan Thuan. Matthieu Ricard critique la notion de particules élémentaires — cela s'applique aux atomes mais aussi aux quarks par exemple, comme Matthieu Ricard le signale explicitement:

« Admettons que des particules élémentaires servent à construire la matière. Pour ce faire, il faut que les particules s'associent. Deux particules supposées indivisibles peuvent-elles entrer en contact? Imaginons donc que deux particules indivisibles entrent en contact. Est ce que toutes les parties entrent en contact simultanément ou graduellement? Dans ce dernier cas, le côté ouest d'une particule, par exemple, touchera tout d'abord le côté est d'une autre. Mais si les particules ont un côté ouest et un côté est, elles ont des parties et on ne peut plus parler d'indivisibilité. Si l'on répond qu'elles n'ont pas de dimension. Dans ce cas, le seul moyen pour ces particules d'entrer en contact est de fusionner. Si deux particules fusionnent, pourquoi pas trois? Une montagne et l'univers tout entier pourrait fusionner avec une seule particule. La réalité grossière ne pourrait alors ni s'agréger ni se déployer. Ce raisonnement par l'absurde a conduit les bouddhistes à dire que des particules ponctuelles et indivisibles ne peuvent pas construire l'univers. »

À quoi Trinh Xuan Thuan, avec qui il dialogue, déclare :

« On répondra que des particules n'ont pas besoin d'entrer en contact pour former de la matière. »

Mais selon Matthieu Ricard :

« Dans ce cas, poursuivent ces philosophes, il y a un espace vide entre deux particules et, du fait qu'elle n'ont pas de dimension, une infinité de particules et finalement l'univers tout entier pourraient se loger dans deux particules. Réfuter ainsi la notion de particule indivisible brise dans notre esprit l'idée que des particules insécables, permanentes, indépendantes et n'ayant d'autre cause qu'elles-mêmes pourraient former la réalité. »

On peut dire que les atomes sont faits de protons et de neutrons et que ces derniers sont faits de quarks et que les quarks sont probablement faits de particules encore plus petites, ou que l'ensemble n'est qu'un continuum d'énergie, etc. Mais comme l'a expliqué Stéphane Arguillère ci-dessus, cela s'applique de façon récursive et quand pourra-t-on s'arrêter pour trouver ce dont est vraiment faite la matière, pour expliquer ce qu'est cette matière? Dans tous les cas, on ne trouve rien d'intrinsèque qui pourrait nous dire vraiment qu'il y a bien quelque chose correspondant à ce qu'on appelle la matière.
Un autre angle d'attaque des Cittamātra contre l'existence de la matière comme cause de nos perceptions est la relation entre la matière et la conscience qui sont posées, par définition, de nature radicalement différente (la matière est par définition l'« autre » de l'esprit et donc de la conscience). Stéphane Arguillère le résume de la façon suivante :

« Il n'est pas exagéré de dire que tout l'idéalisme [dont l'école Cittamātra] naît du doute, de la profonde perplexité qui ne peut manquer de saisir celui qui se demande avec rigueur comment les perceptions, modes de la conscience, peuvent être produites par des causes extérieures à la conscience et appartenant, par hypothèse à un autre genre d'être (la matière inerte). »

Toutes les écoles Mahayana et Vajrayana vont donc en conclure que 1) on ne perçoit jamais des objets en soi mais que l'esprit joue toujours un rôle actif dans l'acte de percevoir. 2) La notion de matière est incohérente. Qu'on essaye de la concevoir comme composée de particules élémentaires ou d'un continuum, on ne trouve jamais rien qui puisse expliquer ce qu'est intrinsèquement cette matière. 3) De là l'affirmation qu'il faut nier l'existence d'une réalité extérieure à l'esprit qui la perçoit.
Ce qui différencie très précisément l'école Cittamātra, c'est qu'elle va en conclure que si les phénomènes extérieurs ne sont que des vues de l'esprit ils sont donc identiques à l'esprit. Ce qui revient à dire qu'il n'y a pas de différence entre les perceptions à l'état de veille et durant les rêves.
Cette position sera réfutée par l'école Madhyamaka qui va montrer qu'elle implique une multitude de paradoxes insoutenables. Mais tous les maîtres bouddhistes qui adopteront la vue Cittamatra pour décrire la réalité conventionnelle ne suivront pas les Cittamātra sur ce dernier point: ce sera le cas de Shantarakshita (début du VIIIe siècle -783 ?) ou de très grands maîtres tibétains comme Longchenpa (1308-1364), Gorampa (1429-1489) ou Mipham Rinpoché (1846–1912).
Stéphane Arguillère explique cette position qui va différencier l'école Cittamātra telle qu'elle avait été fondée par Asanga et Vasubandhu de son utilisation ultérieure par les bouddhistes qui auront dû tenir compte des critiques de l'école Madhyamaka:

« Cette thèse consiste, dans un premier temps, à nier l'existence d'une réalité extérieure à l'esprit qui la perçoit, en conformité avec le système philosophique Cittamātra ; mais, une fois les phénomènes réduits à n'être que de simples vues de l'esprit, il importe de ne pas les poser comme identiques à l'esprit [...] ce qui serait conforme à la tendance des  Cittamātra. Ces phénomènes qui n'ont pas de réalité distincte de celle de l'esprit, ne doivent pas pour autant lui être identifiés. Il s'ensuivrait en effet une multitude de paradoxes insoutenables. »

En d'autres termes, les perceptions à l'état de veille ou durant le rêve sont bien toutes des vues de l'esprit ce qui ne veut pas dire, pour autant, qu'ils sont de même nature. En particulier, à l'état de veille il y a rencontre d'autres êtres sensibles qui ont eux-mêmes une conscience. Le fait qu'il y ait un recouvrement entre les perceptions des êtres sensibles et donc communication entre eux est dû au fait qu'ils ont un karma qui a des points communs et que leur perception du monde n'est donc pas totalement orthogonale.
Historiquement, le Madhyamaka s'est développé avant le Cittamātra. C'est sous l'impulsion des violentes critiques de Candrakîrti (VIIe siècle), un philosophe madhyamaka, que Shantarakshita (début du VIIIe siècle -783 ?) aurait développé la thèse ci-dessus pour unir Madhyamaka et Cittamātra, thèse qui allait avoir une grande descendance dans l'Himalaya.

## Deux courants du Cittamātra
Après les fondateurs, l'école se divise en deux courants. D'une part, le courant fondé par Dharmapāla et dont le centre était l'université de Nālanda enseignait un idéalisme intégral. Ce courant se poursuivit avec Dignaga (v. 440 - v. 520), Dharmakīrti (VIIe siècle) et Dharmattora (IXe siècle) qui fondèrent et développèrent l'école de logique bouddhiste. Et d'autre part. Le courant fondé par Guņamati et représenté par Sthiramati avait son centre à Valābhi, actuel Gujarat. Il enseignait un idéalisme modéré fondé sur la synthèse du Cittamātra avec le concept de vacuité développé par les madhyamika. Cette deuxième école eut une grande influence sur le Bouddhisme chinois.

## Opposition entre Cittamātra et Madhyamika
Le Cittamātra s'opposa très rapidement à l'autre grande école du bouddhisme mahāyāna, le Madhyamaka qui était plus ancienne. Le Madhyamaka professe la vacuité (Śūnyatā) de tous les phénomènes sans exception et donc refusait catégoriquement le fait que le Cittamātra considère que la conscience libérée de la dualité sujet/objet ait une existence absolue. L'opposition entre les deux écoles eut pour principal lieu l'université de Nālanda elle-même où de très grands maîtres Madhyamaka « tardifs » allaient y enseigner : Candrakîrti (VIIe siècle), Śāntideva (vers 685-763). Un très long débat public fut même organisé dans l'université entre Candrakîrti et Candragomin (sa), un représentant du Cittamatra, sans qu'aucun des deux adversaires ne l'emporte.
Au VIIIe siècle, c'est-à-dire juste avant que le Vajrayana prenne la place du mahāyāna en Inde, même dans les grandes universités du nord du pays, Shantarakshita et son disciple Kamalashila fondent l'école Madhyamaka svatantrika Yogācāra. Celle-ci est une synthèse « hiérarchisée » des écoles Madhyamaka et Cittamātra : le Cittamatra sert pour décrire la réalité conventionnelle. Le Madhyamaka est déclaré supérieur mais sert surtout pour décrire la réalité ultime. En outre, cette école commence à utiliser le Cittamātra pour faire des ponts entre sutras et tantras bouddhistes. Ces derniers commencent à se diffuser dans de grandes proportions dans le sous-continent indien.
Comme Shantarakshita va aller longtemps enseigner au Tibet, l'école Madhyamaka svatantrika Yogācāra y jouera un rôle très important surtout pour l'école des anciens Nyingmapa mais aussi chez les Sakyapa et les Kagyupa. Même dans l'école Gelugpa qui, à la suite de son fondateur Tsongkhapa (1357-1419), va suivre l'approche Madhyamaka stricte de Candrakîrti, l'école Cittamātra sera très étudiée dans les écoles philosophiques.

## Développements en Asie

### Chine
Les thèses Yogācāra ont été diffusées en Chine au moment des traductions, effectuées au VIe siècle par Bodhiruci (Pútíliúzhī 菩提流支 et Ratnamati（Lènàmótí 勒那摩提） qui purent mettre à la disposition des érudits le Daśabhūmivyākhyāna de Vasubandhu. De cette première traduction naîtra l'école Dìlùn 地論宗 (ou école du Traité sur le Daśabhūmikasūtra), séparée en deux branches, l'une du nord (Dàochǒng 道寵), et l'autre du sud (Huìguāng 慧光), qui s'opposèrent sur la manière d'interpréter la nature de l'âlayavijñāna.

### Tibet
Bien que tous les sutra Cittamātra aient été traduits très tôt en tibétain (dès le VIIIe siècle), l'école Cittamātra n'a jamais fait souche au Tibet en raison de l'absence de maîtres importants de cette école. C'est la philosophie Yogācāra Madhyamika qui va faire autorité au Tibet avec la venue de Shantarakshita et Kamalaśīla lors de la première diffusion du bouddhisme au Tibet (VIIIe et IXe siècles). Lors de la deuxième diffusion (XIe et XIIe siècles), c'est la Madhyamaka prāsangika qui servira toujours de référence bien que les textes Cittamātrin soient toujours très étudiés mais réinterprétés dans l'optique Madhyamaka.
Cependant, les plus grands maîtres nyingmapa comme Longchenpa ou Mipham Rinpoché utiliseront la pensée Cittamatrin pour décrire la vérité relative et ainsi articuler clairement les enseignements du Mahayana avec ceux du Dzogchen. Le Cittamātra jouera aussi un rôle très important chez certains maîtres Kagyüpa du Mahāmudrā. Enfin l'école Jonangpa avec son Madhyamaka Shentong se rapprochera très fortement du Cittamātra mais cette école sera en grande partie éradiquée et taxée d'hérésie au début du XVIIe siècle surtout pour des raisons politiques avec l'arrivée des Gelugpa au pouvoir au Tibet à cette époque.